# Syvmandsrugby under sommer-OL 2016
Syvmandsrugby under sommer-OL 2016 forgik i Rio de Janeiro. Konkurrencen tog 6. august til 11. august.

## Medaljer

### Medaljetabel
| Placering | Land           | Guld | Sølv | Bronze | Total |
| --------- | -------------- | ---- | ---- | ------ | ----- |
| 1         | Australien     | 1    | 0    | 0      | 1     |
| 1         | Fiji           | 1    | 0    | 0      | 1     |
| 3         | Storbritannien | 0    | 1    | 0      | 1     |
| 3         | New Zealand    | 0    | 1    | 0      | 1     |
| 5         | Canada         | 0    | 0    | 1      | 1     |
| 5         | Sydafrika      | 0    | 0    | 1      | 1     |
| Total     | Total          | 2    | 2    | 2      | 6     |

### Vindere
| Event      | Guld | Sølv | Bronze |
| ---------- | --- | --- | --- |
| Mændenes   | Fiji (FIJ) - Masivesi Dakuwaqa - Apisai Domolailai - Osea Kolinisau - Semi Kunatani - Viliame Mata - Leone Nakarawa - Vatemo Ravouvou - Kitione Taliga - Josua Tuisova - Jerry Tuwai - Jasa Veremalua - Samisoni Viriviri | Storbritannien (GBR) - Mark Bennett - Dan Bibby - Phil Burgess - Sam Cross - James Davies - Ollie Lindsay-Hague - Ruaridh McConnochie - Tom Mitchell - Dan Norton - Mark Robertson - James Rodwell - Marcus Watson           | Sydafrika (RSA) - Cecil Afrika - Tim Agaba - Kyle Brown - Juan de Jongh - Justin Geduld - Francois Hougaard - Werner Kok - Cheslin Kolbe - Dylan Sage - Kwagga Smith - Philip Snyman - Roscko Speckman              |
| Kvindernes | Australien (AUS) - Nicole Beck - Charlotte Caslick - Emilee Cherry - Chloe Dalton - Gemma Etheridge - Ellia Green - Shannon Parry - Evania Pelite - Alicia Quirk - Emma Tonegato - Amy Turner - Sharni Williams           | New Zealand (NZL) - Shakira Baker - Kelly Brazier - Gayle Broughton - Theresa Fitzpatrick - Sarah Goss - Huriana Manuel - Kayla McAlister - Tyla Nathan-Wong - Terina Te Tamaki - Ruby Tui - Niall Williams - Portia Woodman | Canada (CAN) - Brittany Benn - Hannah Darling - Bianca Farella - Jen Kish - Ghislaine Landry - Megan Lukan - Kayla Moleschi - Karen Paquin - Kelly Russell - Ashley Steacy - Natasha Watcham-Roy - Charity Williams |